# Albert Rancy
Albert Rancy, né le 26 janvier 1896 à Lyon et mort le 16 décembre 1982 à Suresnes, est un artiste et directeur de cirque, et un acteur français.

## Biographie
Née en 1896 dans le 3e arrondissement de Lyon, Albert Maurice Rancy débute comme artiste de cirque. Par la suite, il participe comme acteur à des films montrant l'univers du cirque. À partir de 1933, il dirige un cirque itinérant portant son nom.
Il meurt en 1982 à Suresnes.

## Filmographie
- 1927 : Croquette, une histoire de cirque de Louis Mercanton
- 1928 : Le Tournoi dans la cité de Jean Renoir
- 1929 : Le Capitaine Fracasse d'Alberto Cavalcanti
- 1931 : Les Vagabonds magnifiques de Gennaro Dini
- 1934 : Adémaï au Moyen Âge
- 1943 : Le Camion blanc de Léo Joannon